# Nicole Melichar-Martinez
Nicole Melichar-Martinez, nata Melichar (Brno, 29 luglio 1993), è una tennista statunitense.

## Biografia
Nicole è nata nella Repubblica Ceca, per poi trasferirsi negli USA quando era ancora piccolissima. Si è avvicinata al tennis seguendo la sorella maggiore Jane.
Nel corso della sua carriera ha vinto 2 titoli ITF di singolare e 8 di doppio. Nei tornei del Grande Slam ha ottenuto i suoi migliori risultati raggiungendo la finale di doppio a Wimbledon 2018, e la vittoria nel doppio misto nello stesso anno. Ha raggiunto la posizione n.6 della classifica di doppio il 3 luglio 2023. Nel 2019 ha esordito in Fed Cup.

## Statistiche

### Doppio

#### Vittorie (15)
| Legenda               | Legenda      |
| --------------------- | ------------ |
| Grande Slam (0)       |              |
| Ori Olimpici (0)      |              |
| WTA Finals (0)        |              |
| WTA Elite Trophy (0)  |              |
| Dal 2009 al 2020      | Dal 2021     |
| Premier Mandatory (0) | WTA 1000 (0) |
| Premier 5 (0)         | WTA 1000 (0) |
| Premier (4)           | WTA 500 (5)  |
| International (4)     | WTA 250 (2)  |

| N.  | Data              | Torneo                                       | Superficie  | Compagna           | Avversarie in finale                | Punteggio        |
| 1.  | 27 maggio 2017    | Nürnberger Cup, Norimberga                   | Terra rossa | Anna Smith         | Kirsten Flipkens Johanna Larsson    | 3-6, 6-3, [11-9] |
| 2.  | 4 maggio 2018     | Prague Open, Praga                           | Terra rossa | Květa Peschke      | Mihaela Buzărnescu Lidzija Marozava | 6–4, 6-2         |
| 3.  | 14 ottobre 2018   | Tianjin Open, Tianjin                        | Cemento     | Květa Peschke      | Monique Adamczak Jessica Moore      | 6-4, 6-2         |
| 4.  | 5 gennaio 2019    | Brisbane International, Brisbane             | Cemento     | Květa Peschke      | Latisha Chan Chan Hao-ching         | 6-1, 6-1         |
| 5.  | 4 agosto 2019     | Silicon Valley Classic, San Jose             | Cemento     | Květa Peschke      | Shūko Aoyama Ena Shibahara          | 6-4, 6-4         |
| 6.  | 15 settembre 2019 | Zhengzhou Open, Zhengzhou                    | Cemento     | Květa Peschke      | Yanina Wickmayer Tamara Zidanšek    | 6-1, 7-6(2)      |
| 7.  | 17 gennaio 2020   | Adelaide International, Adelaide             | Cemento     | Xu Yifan           | Gabriela Dabrowski Darija Jurak     | 2-6, 7-5, [10-5] |
| 8.  | 26 settembre 2020 | Internationaux de Strasbourg, Strasburgo     | Terra rossa | Demi Schuurs       | Hayley Carter Luisa Stefani         | 6-4, 6-3         |
| 9.  | 5 marzo 2021      | Qatar Ladies Open, Doha                      | Cemento     | Demi Schuurs       | Monica Niculescu Jeļena Ostapenko   | 6-2, 2-6, [10-8] |
| 10. | 11 aprile 2021    | Charleston Open, Charleston                  | Terra verde | Demi Schuurs       | Marie Bouzková Lucie Hradecká       | 6-2, 6-4         |
| 11. | 21 maggio 2022    | Internationaux de Strasbourg, Strasburgo (2) | Terra rossa | Daria Saville      | Lucie Hradecká Sania Mirza          | 5-7, 7-5, [10-6] |
| 12. | 27 agosto 2022    | Tennis in the Land, Cleveland                | Cemento     | Ellen Perez        | Anna Danilina Aleksandra Krunić     | 7-5, 6-3         |
| 13. | 3 marzo 2024      | San Diego Open, San Diego                    | Cemento     | Ellen Perez        | Desirae Krawczyk Jessica Pegula     | 6-1, 6-2         |
| 14. | 29 giugno 2024    | Bad Homburg Open, Bad Homburg                | Erba        | Ellen Perez        | Chan Hao-ching Veronika Kudermetova | 4-6, 6-3, [10-8] |
| 15. | 22 settembre 2024 | Korea Open, Seul                             | Cemento     | Ljudmila Samsonova | Miyu Katō Zhang Shuai               | 6-1, 6-0         |

#### Sconfitte (27)
| Legenda               | Legenda      |
| --------------------- | ------------ |
| Grande Slam (2)       |              |
| Argenti Olimpici (0)  |              |
| WTA Finals (1)        |              |
| WTA Elite Trophy (0)  |              |
| Dal 2009 al 2020      | Dal 2021     |
| Premier Mandatory (0) | WTA 1000 (4) |
| Premier 5 (1)         | WTA 1000 (4) |
| Premier (2)           | WTA 500 (8)  |
| International (5)     | WTA 250 (4)  |

| N.  | Data              | Torneo                                   | Superficie      | Compagna           | Avversarie in finale                  | Punteggio             |
| 1.  | 18 ottobre 2015   | Tianjin Open, Tianjin                    | Cemento         | Darija Jurak       | Xu Yifan Zheng Saisai                 | 2-6, 6-3, [8-10]      |
| 2.  | 5 marzo 2017      | Malaysian Open, Kuala Lumpur             | Cemento         | Makoto Ninomiya    | Ashleigh Barty Casey Dellacqua        | 6(3)-7, 3-6           |
| 3.  | 30 aprile 2017    | Istanbul Cup, Istanbul                   | Terra rossa     | Elise Mertens      | Dalila Jakupovič Nadiia Kičenok       | 6(6)-7, 2-6           |
| 4.  | 20 ottobre 2017   | Kremlin Cup, Mosca                       | Cemento (i)     | Anna Smith         | Tímea Babos Andrea Hlaváčková         | 2-6, 6-3, [3-10]      |
| 5.  | 29 aprile 2018    | Stuttgart Open, Stoccarda                | Terra rossa (i) | Květa Peschke      | Raquel Atawo Anna-Lena Grönefeld      | 4-6, 7-6(5), [5-10]   |
| 6.  | 14 luglio 2018    | Torneo di Wimbledon, Londra              | Erba            | Květa Peschke      | Barbora Krejčíková Kateřina Siniaková | 4-6, 6-4, 0-6         |
| 7.  | 3 maggio 2019     | Prague Open, Praga                       | Terra rossa     | Květa Peschke      | Anna Kalinskaja Viktória Kužmová      | 6–4, 5-7, [7-10]      |
| 8.  | 25 maggio 2019    | Nürnberger Cup, Norimberga               | Terra rossa     | Sharon Fichman     | Gabriela Dabrowski Xu Yifan           | 6-4, 6(5)-7, [5-10]   |
| 9.  | 29 agosto 2020    | Cincinnati Open, New York                | Cemento         | Xu Yifan           | Květa Peschke Demi Schuurs            | 1-6, 6-4, [4-10]      |
| 10. | 11 settembre 2020 | US Open, New York                        | Cemento         | Xu Yifan           | Laura Siegemund Vera Zvonarëva        | 4-6, 4-6              |
| 11. | 20 giugno 2021    | German Open, Berlino                     | Erba            | Demi Schuurs       | Viktoryja Azaranka Aryna Sabalenka    | 6-4, 5-7, [4-10]      |
| 12. | 26 giugno 2021    | Eastbourne International, Eastbourne     | Erba            | Demi Schuurs       | Shūko Aoyama Ena Shibahara            | 1-6, 4-6              |
| 13. | 14 agosto 2022    | Canadian Open, Toronto                   | Cemento         | Ellen Perez        | Coco Gauff Jessica Pegula             | 4-6, 7-6(5), [5-10]   |
| 14. | 20 agosto 2022    | Cincinnati Open, Cincinnati (2)          | Cemento         | Ellen Perez        | Ljudmyla Kičenok Jeļena Ostapenko     | 6(5)-7, 3-6           |
| 15. | 25 settembre 2022 | Pan Pacific Open, Tokyo                  | Cemento         | Ellen Perez        | Gabriela Dabrowski Giuliana Olmos     | 4-6, 4-6              |
| 16. | 2 ottobre 2022    | Tallinn Open, Tallinn                    | Cemento (i)     | Laura Siegemund    | Ljudmyla Kičenok Nadiia Kičenok       | 5-7, 6-4, [7-10]      |
| 17. | 5 marzo 2023      | ATX Open, Austin                         | Cemento         | Ellen Perez        | Erin Routliffe Aldila Sutjiadi        | 4-6, 6-3, [8-10]      |
| 18. | 23 aprile 2023    | Stuttgart Open, Stoccarda (2)            | Terra rossa (i) | Giuliana Olmos     | Desirae Krawczyk Demi Schuurs         | 4-6, 1-6              |
| 19. | 1º luglio 2023    | Eastbourne International, Eastbourne (2) | Erba            | Ellen Perez        | Desirae Krawczyk Demi Schuurs         | 2-6, 4-6              |
| 20. | 19 agosto 2023    | Cincinnati Open, Cincinnati (3)          | Cemento         | Ellen Perez        | Alycia Parks Taylor Townsend          | 7-6(1)-7, 4-6, [6-10] |
| 21. | 26 agosto 2023    | Tennis in the Land, Cleveland            | Cemento         | Ellen Perez        | Miyu Katō Aldila Sutjiadi             | 4-6, 7-6(4), [8-10]   |
| 22. | 6 novembre 2023   | WTA Finals, Cancún                       | Cemento         | Ellen Perez        | Laura Siegemund Vera Zvonarëva        | 4-6, 4-6              |
| 23. | 4 febbraio 2024   | Austria Ladies Linz, Linz                | Cemento (i)     | Ellen Perez        | Sara Errani Jasmine Paolini           | 5-7, 6-4, [7-10]      |
| 24. | 24 febbraio 2024  | Dubai Tennis Championships, Dubai        | Cemento         | Ellen Perez        | Storm Hunter Kateřina Siniaková       | 4-6, 2-6              |
| 25. | 20 ottobre 2024   | Ningbo Open, Ningbo                      | Cemento         | Ellen Perez        | Demi Schuurs Yuan Yue                 | 3-6, 3-6              |
| 26. | 24 maggio 2025    | Internationaux de Strasbourg, Strasburgo | Terra rossa     | Guo Hanyu          | Tímea Babos Luisa Stefani             | 3-6, 7-6(4), [7-10]   |
| 27. | 14 giugno 2025    | Rosmalen Open, 's-Hertogenbosch          | Erba            | Ljudmila Samsonova | Irina Chromačëva Fanny Stollár        | 5-7, 3-6              |

### Doppio misto

#### Vittorie (1)
| Tornei del Grande Slam  |
| ----------------------- |
| Australian Open (0)     |
| Open di Francia (0)     |
| Torneo di Wimbledon (1) |
| US Open (0)             |

| N. | Data           | Torneo                      | Superficie | Partner        | Avversari in finale             | Punteggio   |
| 1. | 15 luglio 2018 | Torneo di Wimbledon, Londra | Erba       | Alexander Peya | Jamie Murray Viktoryja Azaranka | 7-6(1), 6-3 |

## Circuito WTA 125

### Doppio

#### Vittorie (2)
| N. | Data          | Torneo                        | Superficie  | Compagna            | Avversarie in finale                      | Punteggio |
| 1. | 18 marzo 2016 | San Antonio Open, San Antonio | Cemento     | Anna-Lena Grönefeld | Klaudia Jans-Ignacik Anastasija Rodionova | 6-1, 6-3  |
| 2. | 4 maggio 2024 | Catalonia Open, Lleida        | Terra rossa | Ellen Perez         | Katarzyna Piter Mayar Sherif              | 7-5, 6-2  |

## Risultati in progressione
| Sigla | Risultato               |
| ----- | ----------------------- |
| V     | Vincitore               |
| F     | Finalista               |
| SF    | Semifinalista           |
| O     | Oro olimpico            |
| A     | Argento olimpico        |
| SF    | Bronzo olimpico         |
| QF    | Quarti di Finale        |
| 4T    | Quarto turno            |
| 3T    | Terzo turno             |
| 2T    | Secondo turno           |
| 1T    | Primo turno             |
| RR    | Round Robin             |
| LQ    | Turno di qualificazione |
| A     | Assente                 |
| ND    | Non disputato           |

| Legenda superfici    |
| -------------------- |
| Cemento              |
| Terra battuta        |
| Erba                 |
| Superficie variabile |

### Singolare nei tornei del Grande Slam
Nessuna partecipazione

### Doppio nei tornei del Grande Slam
| Torneo             | 2015 | 2016 | 2017 | 2018 | 2019 | V-S   |
| ------------------ | ---- | ---- | ---- | ---- | ---- | ----- |
| Australian Open    | A    | 1T   | A    | 3T   | 3T   | 4-3   |
| Open di Francia    | A    | 1T   | 1T   | 3T   |      | 2-3   |
| Wimbledon          | 1T   | 1T   | 1T   | F    |      | 5-4   |
| US Open            | A    | 2T   | 1T   | 1T   |      | 1-3   |
| Vittorie-Sconfitte | 0-1  | 1-4  | 0-3  | 9-4  | 2-1  | 12–13 |

### Doppio misto nei tornei del Grande Slam
| Torneo             | 2012 | 2013 | 2014 | 2015 | 2016 | 2017 | 2018 | 2019 | V-S  |
| ------------------ | ---- | ---- | ---- | ---- | ---- | ---- | ---- | ---- | ---- |
| Australian Open    | A    | A    | A    | A    | A    | A    | 1T   | SF   | 3-2  |
| Open di Francia    | A    | A    | A    | A    | A    | A    | QF   |      | 2-1  |
| Wimbledon          | A    | A    | A    | A    | A    | QF   | V    |      | 7-1  |
| US Open            | 1T   | A    | A    | A    | A    | 1T   | QF   |      | 2-3  |
| Vittorie-Sconfitte | 0-1  | 0-0  | 0-0  | 0-0  | 0-0  | 3-2  | 8-3  | 3-1  | 14-7 |